# Centrale nucléaire de Niederaichbach
Pour les articles homonymes, voir KKN.
 (mai 2018).
Si vous disposez d'ouvrages ou d'articles de référence ou si vous connaissez des sites web de qualité traitant du thème abordé ici, merci de compléter l'article en donnant les références utiles à sa vérifiabilité et en les liant à la section « Notes et références ».
La centrale nucléaire de Niederaichbach (appelée en allemand Kernkraftwerk Niederaichbach et abrégée KKN) était une centrale de recherche avec un réacteur nucléaire modéré à l'eau lourde en Bavière en Allemagne. Elle avait une puissance électrique de 100 MW.  À cause de problèmes techniques, elle n'avait qu'une période très courte d'exploitation, arrêté depuis 1974, et démantelée en 1978. Le cœur radioactif devait être retiré et stocké dans la mine de sel d'Asse près de Wolfenbüttel.
La centrale a été démantelée entre 1986 et 1995 et le site de la centrale est retourné à l'herbe où un éleveur y fait brouter ses vaches.